# Sankt Georgen an der Leys
Sankt Georgen an der Leys é um município da Áustria localizado no distrito de Scheibbs, no estado de Baixa Áustria.